# Aupouri-schiereiland

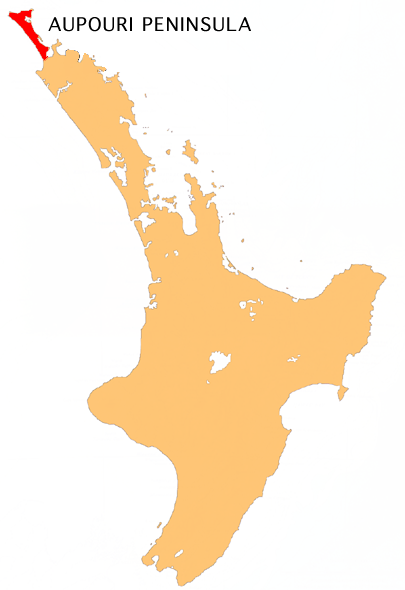
Ligging van het schiereiland op het Noordereiland

Het Aupouri-schiereiland is het noordelijke uiteinde van het Noordereiland van Nieuw-Zeeland. Het heeft de geografische vorm van een tombolo. Het maakt deel uit van de regio Northland, die op zich ook beschouwd wordt als een schiereiland. 